# Leila Fréchet
Leila Fréchet est une actrice française.

## Biographie
Elle fait ses débuts à l'âge de six ans dans À chacun son enfer, un film dans lequel elle joue Laurence, la fille enlevée d'Annie Girardot. Après quelques rôles dans divers téléfilms, elle joue la jeune Coco Chanel dans Chanel solitaire (1981) et Sandrine, la fille de Pierre Mondy et Claudia Cardinale dans Le Cadeau (1981) de Michel Lang. Son rôle le plus populaire est celui d'une adolescente amoureuse de Bernard Brieux dans P'tit con de Gérard Lauzier. Après le rôle principal, la jeune étudiante Juliette, dans un film de Max Pécas, On se calme et on boit frais à Saint-Tropez (1987) elle joue son dernier rôle, la jeune suivante Annie, dans la mini-série Le grand secret.

## Filmographie

### Cinéma
- 1977 : À chacun son enfer de André Cayatte - Laurence
- 1981 : Chanel solitaire de George Kaczender - La jeune Coco Chanel
- 1981 : Le Cadeau de Michel Lang - Sandrine
- 1984 : P'tit con de Gérard Lauzier - Claudine
- 1987 : On se calme et on boit frais à Saint-Tropez de Max Pécas - Juliette Nadaud

### Télévision
- 1978 : Ce diable d'homme : épisode 4 : Les orages de Prusse (mini-séries TV) - Eugénie
- 1979 : Miss : épisode 1 : Miss a peur  (séries TV) - Maria
- 1980 : Papa Poule  (séries TV) saison 1 - Sophie
  - épisode 3 : De la difficulté d'être Papa Poule
  - épisode 2 : Une sacrée journée du Papa Poule
- 1980 : Le Mandarin, téléfilm de Patrick Jamain - Caroline
- 1981 : Livingstone, téléfilm de Jean Chapot - Marie
- 1986 : Julien Fontanes, magistrat - épisode : Retour de bâton (séries TV) - Isabelle Mandina
- 1987 : Chahut-bahut (mini-séries TV) - Virginie Lentier
- 1989 : Le Grand Secret (mini-série) - Annie